# 大邱庆北科学技术院
大邱庆北科学技术院（DGIST）（韩语대구경북과학기술원）是一所位于韩国大邱廣域市的公立理工大学。韩国政府根据《支持科学家和工程师加强国家科技竞争力特别法案》制定了大邱庆北科学技术院法（第6996号法），并于2004年作为研究院成立了DGIST。2008年，该法案进行了修订，将研究院的作用扩大到研究和教育领域，最终实现了从研究机构向大学的过渡。